# 哈瓦尔·穆罕默德
哈瓦尔·毛拉·穆罕默德（库尔德语: ﺩﻪﻣﻪﺤﻣ ﻻﻪﻣ ﺭﺍﻭﺎﮪ；阿拉伯語：阿拉伯语：‎)；英语: Hawar Mulla Mohammed, 1981年9月12日—）是一位伊拉克足球运动员，库尔德人，司职中场。他被认定为伊拉克国家足球队中最出色的球员之一，目前效力于阿联酋球会阿莱因足球俱乐部。。 

## 职业生涯
1981年生于摩苏尔，1998年17岁的年纪在家乡的摩苏尔足球俱乐部开始了他的足球生涯，随后加盟了首都巴格达球会巴格达空军。2000年他完成了他在空军的首场比赛，球迷对他的速度和良好的身体素质留有深刻的印象。由于在俱乐部有着优秀表现，哈瓦尔被Nazar Ashraf选入伊拉克U-20国家队。他作为中场替补在2001年2月对阵埃及的比赛中首次登场，最终球队1-0获得了胜利。U20国家队也获得了参加了阿根廷时期世锦赛的参赛资格。

## 国家队
2001年，阿德南·哈马德教练将19岁的哈瓦尔调入国家队，在麦纳麦的一场对阵沙特阿拉伯的2002年世界杯资格赛的比赛中首次登场亮相，最终球队1-0击败了沙特，此后他逐渐赢得了在国家队和国奥队两队中的一席之地。
哈瓦尔也是2004年奥运会伊拉克国奥队的成员。为了取得奥运会的参赛资格，伊拉克需要在最后一场中击败实力最强大的对手，西亚豪强沙特阿拉伯并且需要期待阿曼于科威特的比赛双方战平。在最后一轮的资格赛中。伊拉克2-1领先沙特，第89分钟哈瓦尔射入一粒漂亮的进球将最终比分锁定在了3-1，而另一场比赛中阿曼与科威特0-0握手言和，最终伊拉克奇迹般的取得了进军雅典的“门票”。
在2004年雅典奥运会时期，哈瓦尔带领球队4-2击败了葡萄牙，2-0战胜了哥斯达黎加，最终取得了第四名的佳绩.

## 国内争议
哈瓦尔受到了一些库尔德人民族主义者的批评，他们认为在比赛中哈瓦尔将伊拉克国旗裹在自己身上，因为这面国旗是伊拉克阿拉伯社会党所设计创立的，没有伊拉克库尔德人的内容在里面。 绝大多数库尔德人和伊拉克人还是为他所取得的成绩而感到骄傲。

## 国家队进球统计
| 出场 | 进球 | 比分 | 对手       | 位置               | 赛事             | 日期           |
| 10   | 1    | 2-2  | 巴林       | 巴林邀请赛         | 巴林, 麦纳麦     | 2003年11月12日 |
| 11   | 2    | 2-0  | 肯尼亚     | 巴林邀请赛         | 巴林, 麦纳麦     | 2003年11月15日 |
| 18   | 1    | 3-2  | 土库曼斯坦 | 2004年亚洲杯足球赛 | 中国, 成都       | 2004年7月22日  |
| 25   | 1    | 3-1  | 也门       | 友谊赛             | 阿联酋, 迪拜     | 2004年12月3日  |
| 34   | 1    | 4-0  | 巴勒斯坦   | 2005西亚运动会     | 卡塔尔, 艾尔雷恩 | 2005年12月1日  |
| 38   | 1    | 2-1  | 中国       | 2007年亚洲杯预选赛 | 阿联酋, 阿莱因   | 2006年2月22日  |
| 39   | 1    | 3-0  | 巴勒斯坦   | 2007年亚洲杯预选赛 | 阿联酋, 阿莱因   | 2006年5月10日  |
| 40   | 1    | 1-0  | 卡塔尔     | 海湾杯             | 阿联酋, 迪拜     | 2007年1月18日  |
| 41   | 1    | 1-1  | 巴林       | 海湾杯             | 阿联酋, 迪拜     | 2007年1月21日  |
| 43   | 1    | 3-1  | 澳大利亚   | 2007年亚洲杯足球赛 | 泰国, 曼谷       | 2007年7月14日  |

## 著名比赛
2007年2月23日在阿莱因足球俱乐部和阿夏巴的半决赛中在半场打入一个超远距离进球。